# E. Roy Weintraub
Eliot Roy Weintraub (New York, 22 maart 1943) is een Amerikaans econoom. Sinds 1976 is hij professor in de  economie aan Duke University.
Weintraub heeft talrijke artikelen in economische vakbladen en boeken gepubliceerd. Zijn onderwijs en onderzoek hebben zich gericht op het traceren van de relatie tussen wiskunde en economie op technisch, methodologisch, historisch, micro- en macroniveau. Een steeds terugkerend thema in zijn latere werk is de transformatie van de economische wetenschap van een historische naar een wiskundige discipline, zoals in zijn General Equilibrium Analysis (1985), Stabilizing Dynamics:  Constructing Economic Knowledge (1991), en How Economics Became a Mathematical Science (2002). Hij schreef en redigeerde ook Towards a History of Game Theory (1993) en meer recent twee historiografische delen.
E. Roy Weintraub is de zoon van de econoom Sidney Weintraub.

## Voetnoten
1. ↑  John Lodewijks, 2002. "Roy Weintraub's Contribution to the History of Economics," in S.G. Medema en W.J. Samuels, ed., Historians of Economics and Economic Thought: The Construction of Disciplinary Memory, Routledge, blz. 316–7 [blz. 315 -28.
2. ↑  Mark Blaug, 1999. Who's Who in Economics, 3d edition.
3. ↑  Zoals in:
   • 1982. Mathematics for Economists: An Integrated Approach,  Cambridge.  Description en preview.
    • 1971.  "Stochastic Stability of a General Equilibrium System under Adaptive Expectations" (met Stephen J. Turnovsky), International Economic Review, 12(1), blz. 71–86.
   • 1974. General Equilibrium Theory, Macmillan Studies in Economics.
   • 1975. Conflict and Cooperation in Economics, Macmillan Studies in Economics.
   • 1977. "The Microfoundations of Macroeconomics: A Critical Survey," Journal of Economic Literature, 15(1), blz. 1–23.
   • 1979. Microfoundations: The Compatibility of Microeconomics and Macroeconomics, Cambridge University Press. Description en preview.
   • 1983. "On the Existence of a Competitive Equilibrium: 1930–1954," Journal of Economic Literature, 21(1), blz. 1–39.
   • 2008. "mathematics and economics," The New Palgrave Dictionary of Economics, 2nd Edition. Abstract.
   • 1994. "The Pure and the Applied: Bourbakism Comes to Mathematical Economics" (with Philip Mirowski), Science in Context, 7(2), blz. 245–72. Abstract.
   • 1998. "Controversy: Axiomatisches Mißverständnis," Economic Journal, 108(451), blz. 1837–1847.
   • 1999. "How Should We Write the History of Twentieth-Century Economics?" Oxford Review of Economic Policy, 15(4), blz. 139–152.
   • 1989. "Methodology Doesn't Matter, but the History of Thought Might," Scandinavian Journal of Economics, 91(2), blz. 477–493.
4. ↑  1985. General Equilibrium Analysis: Studies in Appraisal, Michigan. Description en preview.
5. ↑  1991. Stabilizing Dynamics: Constructing Economic Knowledge, Cambridge. Description en hoofdstuk-preview links,
6. ↑  2002. How Economics Became a Mathematical Science, Duke University Press. Description,  preview, en review extract.
7. ↑  1993. Towards a History of Game Theory (ed.), Cambridge. chapter-preview en preview links.
8. ↑  2002. The Future of the History of Economics (ed.), Duke. inhoud. Gearchiveerd op 25 januari 2016.
9. ↑  2007. Economists' Lives: Biography and Autobiography in the History of Economics (ed. met Evelyn Forget), Duke. Description en inhoud.

- Bibliothèque nationale de France: cb122800175 (data)
- Catàleg d'autoritats de noms i títols de Catalunya: 981058522820906706
- Gemeinsame Normdatei: 124571921
- International Standard Name Identifier: 0000 0000 8173 0865
- Library of Congress Control Number: n82029565
- Mathematics Genealogy Project: 30225
- Nationale Bibliotheek van Tsjechië: vse2005315926
- Nationale Bibliotheek van Israël: 987007269850505171
- Nationale Bibliotheek van Polen: a0000003349431
- Nederlandse Thesaurus van Auteursnamen: 067617824
- Système universitaire de documentation: 031619991
- Virtual International Authority File: 108273620
- WorldCat: E39PBJc83jQvYMrKDyTr6kyrv3